# Dolors Bassa
Dolors Bassa Coll (Torroella de Montgrí, 2 de febrero de 1959) es una maestra, psicopedagoga, sindicalista y política española de Esquerra Republicana de Catalunya, vinculada al movimiento independentista catalán. Fue secretaria general de la UGT en las comarcas gerundenses entre 2008 y 2015 y después pasó a ocupar diversos cargos en la política local y autonómica catalana hasta su ingreso en prisión provisional en noviembre de 2017 acusada de delitos de rebelión, sedición y malversación. En octubre de 2019 el  Tribunal Supremo la condenó a doce años de prisión por delitos de sedición y malversación de caudales públicos, siendo indultada en 2021 por el Gobierno español. Es hermana de la política Montserrat Bassa.

## Biografía
Diplomada en Magisterio (1979) y licenciada en Psicopedagogía (2007). Empezó a trabajar como profesora en 1980 en Palafrugell hasta 1984 donde trabajó en el centro educativo Sant Gabriel de Torroella de Montgrí hasta 2003 donde fue profesora y tutora de ciclo medio y superior. De 2001 a 2013 fue miembro del Consejo Social de la Universidad de Gerona.
También ha formado parte de asociaciones en defensa de la igualdad como Xibeques del Cau, de Torroella de Montgrí y el Col.lectiu per la Igualtat.

### Trayectoria sindical
Está vinculada al sindicato UGT desde el año 2000, donde ha asumido diferentes responsabilidades. Desde 2005 fue responsable de las secretarías de Igualdad y Política Social y más tarde se hizo cargo de la secretaría de Empleo. En 2008 sustituyó a Camil Ros en la Secretaría General de las comarcas gerundenses de UGT. Renunció al cargo en 2015 cuando fue elegida por ERC para la lista de Gerona de Junts pel Sí.

### Trayectoria política
Entró en política local en el Ayuntamiento de Torroella de Montgrí de la mano de Esquerra Republicana de Cataluña entre 2007 y 2011 fue concejala de dinamización económica y teniente de alcalde (2007-2011), de 2011 a 2015 fue concejala en la oposición.
En las elecciones al Parlamento de Cataluña del 27 de septiembre de 2015 ocupó el sexto puesto de la lista de Junts pel Sí por la circunscripción de Gerona y fue elegida diputada.

### Causa judicial
Desde el 7 de septiembre de 2017 se encuentra investigada por la Fiscalía del Tribunal Superior de Justicia de Cataluña por presuntos delitos de prevaricación, desobediencia al Tribunal Constitucional y malversación de caudales públicos, tras firmar el Decreto autonómico para convocar un referéndum de autodeterminación, junto con los demás miembros del Gobierno autonómico. El 8 de septiembre, la Fiscalía exigía fianza para garantizar los gastos que pueda causar al erario público, que cifra en 6,2 millones de euros.
En fecha 2 de noviembre de 2017 la juez Carmen Lamela ordenó su encarcelamiento provisional e ingreso en la prisión de Alcalá Meco sin fianza por la imputación de tres delitos, sedición, rebelión y malversación, que efectúa el Ministerio Fiscal.  El 4 de diciembre salió temporalmente en libertad bajo fianza después de que su causa pasara al Tribunal Supremo.
En las elecciones al Parlamento de Cataluña de 2017 encabezó la candidatura por Esquerra Republicana de Catalunya - Cataluña Sí a la circunscripción de Gerona, donde fue elegida diputada. El día 22 de marzo de 2018, una vez finalizada la votación fallida para la investidura de Jordi Turull como presidente de la Generalidad de Cataluña, renunció, junto con Carme Forcadell y Marta Rovira, al acta de diputada.
Un día después, el 23 de marzo de 2018, el magistrado del Tribunal Supremo Pablo Llarena ordenó su ingreso de nuevo en prisión, así como el de Jordi Turull, Carme Forcadell, Raül Romeva y Josep Rull. Llarena argumentó prisión provisional incondicional sin fianza para los cinco tras considerar que había riesgo de fuga y de reiteración de los delitos por los que fueron procesados. También emitió órdenes de detención europea e internacional para casi todos los fugados. 
A su vez, Marta Rovira no se presentó y se fugó a Suiza para evadirse de la Justicia española. Bassa fue ingresada en  Alcalá-Meco.
El 4 de julio de 2018 fue trasladada al Centro Penitenciario Puig de les Basses, en Figueras. Desde entonces, el centro se ha convertido en un punto de concentración y denuncia por parte de las entidades independentistas de la zona. Se han promovido cenas colectivas y varias concentraciones de apoyo en las puertas del centro. El 1 de febrero de 2019 fue trasladada de nuevo a Alcalá-Meco en un autocar de la Guardia Civil, para hacer frente al Juicio que se prevé comience el 12 de febrero.
El Tribunal Supremo juzga a doce líderes catalanes, entre ellos a Dolors Bassa,  por el referéndum  y la declaración unilateral de independencia de 2017. El juez LLarena en su auto, acusa a Dolors Bassa de los delitos de rebelión y malversación de caudales públicos, al haber asumido, el 29 de septiembre de 2017, como Consejera de Trabajo y Asuntos Sociales de la Generalidad, el control de todo los locales dependientes de su departamento para garantizar su puesta a disposición al Referéndum de independencia de Cataluña de 2017 a fin de asegurar su éxito, permitiendo a su vez que su departamento soportara parcialmente el gasto de imprimir las papeletas y citaciones para la votación y mesas electorales,  así como  elaborar el censo electoral. La petición de penas  en el  escenario judicial  de investigado,  anteriormente denominado imputado,  por los delitos de rebelión y malversación, queda de la siguiente forma, la  Fiscalía General del Estado (FGE) solicita la pena de 16 años de prisión y la Abogacía del Estado reduce la petición a 11 años.
El lunes 14 de octubre de 2019, la sala de lo penal del Tribunal Supremo emite la sentencia de la causa seguida contra los 12 líderes catalanes del proceso independentista. A Dolors Bassa le condena a 12 años de prisión por sedición y malversación de bienes públicos e inhabilitación absoluta, siendo absuelta del cargo de rebelión.
El fallo del Tribunal Supremo atribuyó a Dolors Bassa responsabilidades que no le correspondían por su cargo como Consellera de Treball. Según La Vanguardia del 14 de octubre de 2019: "Así lo asegura el apartado de los “hechos probados” del fallo, en su página 48, que textualmente asegura que Bassa “retiró a los funcionarios de Enseñanza y Trabajo, de cuyos departamentos era titular, la competencia sobre los centros de votación, asegurándose la disponibilidad de los centros”. Bassa era titular del departamento de Treball pero no de Ensenyament, que en aquel momento ostentaba Clara Ponsatí, uno de los miembros del Govern de Puigdemont que huyó al extranjero. Buena parte del delito de malversación por el que ha sido condenada se argumenta en base a su participación en la apertura de colegios donde realizar la votación ilegal."